# Velké Karlovice (nádraží)
Velké Karlovice je dopravna D3 ve východní části obce Velké Karlovice ve Zlínském kraji v okrese Vsetín, poblíž řeky Vsetínská Bečva. Leží na jednokolejné neelektrizované trati Vsetín – Velké Karlovice. V obci se dále nachází železniční zastávka Velké Karlovice zastávka.

## Historie
Stanice byla otevřena 21. prosince 1908 jakožto koncové nádraží projektu společnosti Místní dráha Vsetín-Velké Karlovice, železničního spojení Velkých Karlovic se Vsetínem, který od 1. června 1885 spojovala trať společnosti Rakouské společnosti místních drah (ÖLEG) z Hranic přes město Krásno (dnes stanice Valašské Meziříčí). Po roce 1918 pak správu přebraly Československé státní dráhy.

## Popis
Nachází se zde dvě hranová nekrytá nástupiště, k příchodu k vlakům slouží přechody přes kolejiště.